# Corallimorphidae
Corallimorphidae es una familia de cnidarios, subclase Hexacorallia, emparentados con las anémonas de mar y los corales duros del orden Scleractinia. Poseen la misma estructura interna que los corales del orden Scleractinia, pero sin sus característicos largos tentáculos predadores.
Son animales exclusivamente marinos, cuyo área de distribución es cosmopolita, abarcando las aguas templadas y tropicales de todos los océanos, hasta el Ártico. Su rango de profundidad está entre 0 y 5.266 m; y su rango de temperatura entre  -0.82 y 28.37 °C.
Sus miembros tienen tentáculos retráctiles con acrosferas y no tienen zooxantelas.

## Géneros
El Registro Mundial de Especies Marinas (WoRMS) acepta los siguientes géneros en la familia:
- Corallimorphus. Moseley, 1877
- Corynactis. Allman, 1846
- Pseudocorynactis. den Hartog, 1980